# Isauro Torres Negri
Isauro Torres Negri (Santiago de Chile, 23 de agosto de 1955), diplomático chileno. En su carrera diplomática es el actual embajador de Chile en Nueva Zelanda (2011- ) y ha servido en tres ocasiones diferentes en la Embajada de Chile en Washington, Estados Unidos.

## Biografía
Licenciado en Derecho de la Universidad de Chile.
Entre el 2001 y 2003, se desempeñó como Coordinador para Asuntos de Cooperación en la Delegación de Chile al Foro Económico Asia-Pacífico (APEC).
Entre agosto de 2003 y hasta el 30 de noviembre de 2006, se desempeñó como Segundo de Misión (DCM) en la Embajada de Chile en el Reino Unido.
Ha desarrollado también experiencia diplomática vecinal, sirviendo como Primer Secretario y Consejero en la Embajada de Chile en Perú, desde 1996 hasta 2000. Previo a ello, se desempeñó entre 1994 – 1995 como Jefe del Departamento de Asuntos de Seguridad Internacional del Ministerio de Relaciones Exteriores.
En el año 2011 es designado Embajador Extraordinario y Plenipotenciario de Chile en Nueva Zelanda. Desde enero de 2009 y hasta enero de 2012 ejerció el cargo de Director de América del Norte, Centroamérica y Caribe del Ministerio de Relaciones Exteriores. Entre sus responsabilidades cabe destacar iniciativas con países y regiones afines (Asociaciones Estratégicas Chile – California, y Chile – Massachusetts).
Ha servido en tres ocasiones diferentes en la Embajada de Chile en Washington, Estados Unidos (Como Ministro Consejero a cargo del Departamento Político entre enero de 2007 a diciembre de 2008; Primer Secretario a cargo de la Cámara de Representantes entre 1989 y 1993; y Segundo Secretario a cargo de asuntos económicos entre 1982 y 1984 como primera destinación diplomática).
Actualmente está casado con María Isabel Molina Ossa con el cual tiene 4 hijos.